# قوات المساعدة الدولية لإرساء الأمن في أفغانستان
قوات المساعدة الدولية لارساء الأمن في أفغانستان (بالإنجليزية:  International Security Assistance Force)‏ (اختصارا: إيساف) (بالإنجليزية: ISAF)‏ هي قوة أمنية يقودها حلف شمال الأطلسي في أفغانستان التي أنشأها مجلس الأمن للأمم المتحدة في 20 ديسمبر 2001 بموجب القرار رقم 1386. بمقتضى مؤتمر بون en [الإنجليزية] في ديسمبر 2001 بعد الإطاحة بحكومة طالبان. في البداية كانت مهمة هذه القوات تنحصر في مساعدة الشرطة والجيش الأفغاني على توفير الأمن في كابل ومحيطها، وذلك لاتاحة المجال لإنشاء إدارة انتقالية أفغانية برئاسة حامد كرزاي.
لكن في أكتوبر 2003 سمح مجلس الأمن الدولي بتوسيع مهمة ايساف لتمتد إلى جميع أنحاء أفغانستان. وقامت قوة ايساف لاحقا بتوسيع مهماتها وتقسيمها على اربع مراحل رئيسية على كامل الأرض الأفغانية. منذ العام 2006 وايساف شاركت في اعنف عمليات قتالية في جنوب أفغانستان، واستمرت عملية ارتفاع وتيرة هذه العمليات وازديادها عنفا في عامي 2007، 2008 حتى أصبحت هناك هجمات على ايساف قادمة من مناطق أخرى في أفغانستان تزداد عنفا وتسارع.

## البلدان المشاركة
البلدان المساهمة بقوات ايساف تشمل بلجيكا، بلغاريا، الدنمارك، كندا، المجر، الولايات المتحدة، المملكة المتحدة، إيطاليا، فرنسا، ألمانيا، هولندا، إسبانيا، تركيا، أيرلندا، بولندا، البرتغال ومعظم أعضاء الاتحاد الأوروبي وحلف شمال الأطلسي (الناتو). بالإضافة إلى كلا من أستراليا، نيوزيلندا، سنغافورة وأذربيجان.
شدة القتال التي واجهتها الدول المساهمة تختلف اختلافا كبيرا، فقوات دول مثل الولايات المتحدة، المملكة المتحدة، كندا، الدنمارك شهدت وقوع إصابات خطيرة في صفوفها في العمليات القتالية الكثيفة.
في البداية تطوعت بلدان لقيادة مهمات ايساف كل ستة شهور، وكانت بريطانيا هي أول من تولى القيادة وتبعتها تركيا، اما المهمة الثالثة فتولى قيادتها كلا من ألمانيا وهولندا بدعم من حلف شمال الأطلسي الناتو، ومنذ أغسطس 2004 تولى الناتو قيادة ايساف.